# Aeropuerto de Kaunas
El Aeropuerto de Kaunas (en lituano: Kauno oro uostas) (IATA: KUN, OACI: EYKA) es el segundo aeropuerto de Lituania, por detrás del Aeropuerto Internacional de Vilna, superando al aeropuerto de Palanga y al aeropuerto de Šiauliai. Está localizado a quince kilómetros al norte de la ciudad de Kaunas. El aeropuerto es un centro para la compañía aérea irlandesa Ryanair.

## Aerolíneas y destinos

### Destinos internacionales

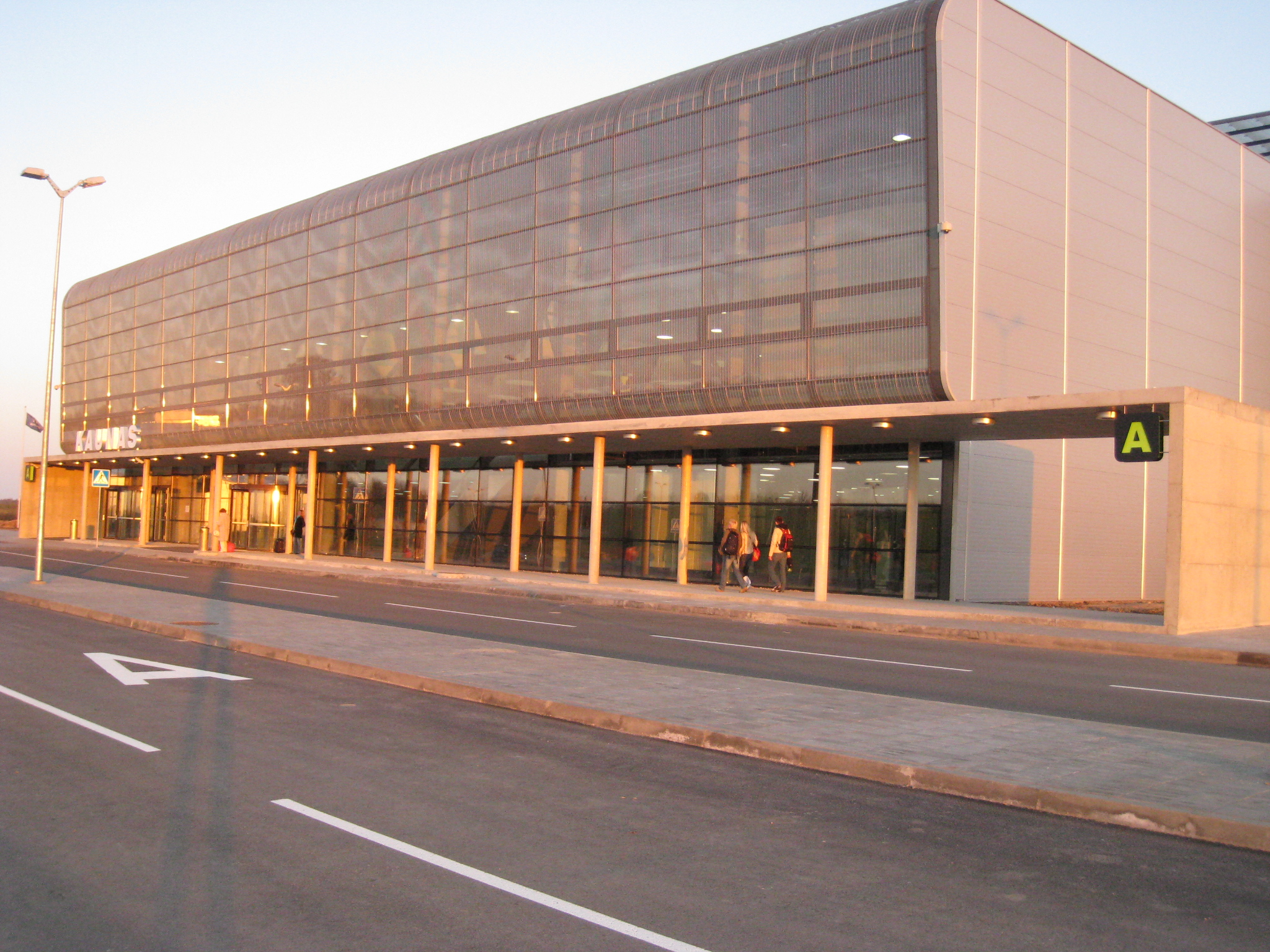
Terminal

| Ciudades por países | Nombre del aeropuerto                             | Aerolíneas                                        | Aeronaves | Frecuencias semanales |
| Asia                | Asia                                              | Asia                                              | Asia      | Asia                  |
| ------------------- | ------------------------------------------------- | ------------------------------------------------- | --------- | --------------------- |
| Chipre              |                                                   |                                                   |           |                       |
| Pafos               | Aeropuerto Internacional de Pafos                 | Ryanair                                           | B737      |                       |
| Europa              |                                                   |                                                   |           |                       |
| Alemania            |                                                   |                                                   |           |                       |
| Berlín              | Aeropuerto de Berlín-Brandeburgo Willy Brandt     | Ryanair                                           | B737      |                       |
| Colonia             | Aeropuerto de Colonia/Bonn                        | Ryanair                                           | B737      |                       |
| Bélgica             |                                                   |                                                   |           |                       |
| Charleroi           | Aeropuerto de Bruselas Sur                        | Ryanair (Estacional)                              | B737      |                       |
| Bulgaria            |                                                   |                                                   |           |                       |
| Burgas              | Aeropuerto de Burgas                              | Ryanair (Estacional)                              | B737      |                       |
| Croacia             |                                                   |                                                   |           |                       |
| Zadar               | Aeropuerto de Zadar                               | Ryanair (Estacional) (inicia 1 de junio de 2024)  | B737      |                       |
| Dinamarca           |                                                   |                                                   |           |                       |
| Copenhague          | Aeropuerto de Copenhague-Kastrup                  | Ryanair                                           | B737      |                       |
| Eslovaquia          |                                                   |                                                   |           |                       |
| Bratislava          | Aeropuerto de Bratislava-Milan Rastislav Štefánik | Ryanair                                           | B737      |                       |
| España              |                                                   |                                                   |           |                       |
| Alicante            | Aeropuerto de Alicante-Elche                      | Ryanair                                           | B737      |                       |
| Madrid              | Aeropuerto de Madrid-Barajas                      | Ryanair (Estacional)                              | B737      |                       |
| Málaga              | Aeropuerto de Málaga-Costa del Sol                | Ryanair                                           | B737      |                       |
| Palma de Mallorca   | Aeropuerto de Palma de Mallorca                   | Ryanair (Estacional)                              | B737      |                       |
| Grecia              |                                                   |                                                   |           |                       |
| Rodas               | Aeropuerto Internacional de Rodas-Diágoras        | Ryanair (Estacional)                              | B737      |                       |
| Irlanda             |                                                   |                                                   |           |                       |
| Dublín              | Aeropuerto de Dublín                              | Ryanair                                           | B737      |                       |
| Shannon             | Aeropuerto Internacional de Shannon               | Ryanair                                           | B737      |                       |
| Italia              |                                                   |                                                   |           |                       |
| Bari                | Aeropuerto de Bari-Palese                         | Ryanair                                           | B737      |                       |
| Bérgamo             | Aeropuerto de Bérgamo-Orio al Serio               | Ryanair                                           | B737      |                       |
| Nápoles             | Aeropuerto de Nápoles-Capodichino                 | Ryanair (Estacional)                              | B737      |                       |
| Pisa                | Aeropuerto de Pisa                                | Ryanair (Estacional) (inicia 31 de marzo de 2024) | B737      |                       |
| Rímini              | Aeropuerto de Rímini                              | Ryanair (Estacional)                              | B737      |                       |
| Noruega             |                                                   |                                                   |           |                       |
| Ålesund             | Aeropuerto de Ålesund-Vigra                       | Wizz Air (finaliza 27 de marzo de 2024)           | A32x      |                       |
| Bergen              | Aeropuerto de Bergen-Flesland                     | Wizz Air (finaliza 27 de marzo de 2024)           | A32x      |                       |
| Reino Unido         |                                                   |                                                   |           |                       |
| Brístol             | Aeropuerto Internacional de Brístol               | Ryanair                                           | B737      |                       |
| Edimburgo           | Aeropuerto de Edimburgo                           | Ryanair                                           | B737      |                       |
| Liverpool           | Aeropuerto de Liverpool-John Lennon               | Ryanair                                           | B737      |                       |
| Londres             | Aeropuerto de Londres-Luton                       | Ryanair Wizz Air                                  | B737 A32x |                       |
| Londres             | Aeropuerto de Londres-Stansted                    | Ryanair                                           | B737      |                       |
| Suecia              |                                                   |                                                   |           |                       |
| Estocolmo           | Aeropuerto de Estocolmo-Arlanda                   | Ryanair                                           | B737      |                       |
| Gotemburgo          | Aeropuerto de Gotemburgo-Landvetter               | Ryanair (Estacional)                              | B737      |                       |